# Jessie MacLean
Jessie MacLean (Ballarat, Victòria, 17 d'octubre de 1985) és una ciclista australiana que ha competit tant en pista com en carretera. Del seu palmarès destaca la medalla de plata al Campionat del Món de contrarellotge per equips del 2014.

## Palmarès en pista
- 2003
  -  Campiona del món júnior en Persecució

## Palmarès en ruta
- 2007
  - 1a al Rochester Twilight Criterium
- 2008
  - Vencedora d'una etapa a l'International Cycling Classic